# Dmítrova (Timashovsk, Krasnodar)
Dmítrova (del ruso: Димитрова) es un jútor del raión de Timashovsk del krai de Krasnodar, en el sur de Rusia, situado en la orilla derecha del río Kirpili, 12 km al noroeste de Timashovsk y 71 km al norte de Krasnodar, la capital del krai. Tenía 407 habitantes en 2010.
Pertenece al municipio Dnepróvskoye.